# Lijst van gemeentelijke monumenten in Drachten
De plaats Drachten, onderdeel van de gemeente Smallingerland, kent 63 gemeentelijke monumenten: 
| Object                                                                 | Bouwjaar         | Architect                               | Locatie                                                                                 | Coördinaten                 | Nr.     | Afbeelding                                                             |
| ---------------------------------------------------------------------- | ---------------- | --------------------------------------- | --------------------------------------------------------------------------------------- | --------------------------- | ------- | ---------------------------------------------------------------------- |
| Kapelkerk                                                              | 1926             |                                         | Berglaan 10                                                                             |                             | 0090/   | Kapelkerk                                                              |
| Brug (t.o. nr. 4), woning (nr. 8) en scheepswerf (nr. 9) in buurtschap |                  |                                         | Buitenstvallaat                                                                         | 53° 6' 11" NB, 6° 2' 47" OL | 0090/8  | Brug (t.o. nr. 4), woning (nr. 8) en scheepswerf (nr. 9) in buurtschap |
| Woonhuis, type herenhuis                                               | 1914             |                                         | Burgemeester Wuiteweg 14                                                                | 53° 6' 13" NB, 6° 5' 53" OL | 0090/9  | Woonhuis, type herenhuis                                               |
| Zuiderkerk (Gereformeerde kerk) en pastorie                            | 1924             |                                         | Burgemeester Wuiteweg 71-73                                                             | 53° 6' 1" NB, 6° 5' 58" OL  | 0090/10 | Zuiderkerk (Gereformeerde kerk) en pastorie                            |
| Woonhuis                                                               | 1890             |                                         | Burgemeester Wuiteweg 80                                                                | 53° 6' 2" NB, 6° 5' 54" OL  | 0090/11 | Woonhuis                                                               |
| Kerkhof Zuider Drachten, Zuiderbegraafplaats                           |                  |                                         | Burgemeester Wuiteweg 89-89a                                                            | 53° 5' 58" NB, 6° 5' 56" OL | 0090/12 | Meer afbeeldingen                                                      |
| Fonteinkerk                                                            | 1964             | J. Bosma                                | De Kolken 89                                                                            |                             | 0090/   | Meer afbeeldingen                                                      |
| Rietveld-bungalow                                                      | 1960             | Jan Rietveld                            | Folgeralaan 13                                                                          |                             | 0090/   | Upload foto                                                            |
| Boerderij, kop-romptype                                                | 1939             |                                         | Folgeralaan 27                                                                          | 53° 7' 48" NB, 6° 6' 4" OL  | 0090/14 | Boerderij, kop-romptype                                                |
| Oostenrijkse woningen                                                  | 1948             |                                         | Gauke Boelensstraat 4 t/m 22                                                            |                             | 0090/   | Oostenrijkse woningen                                                  |
| Woonhuis met magazijn                                                  | 1954             | Cees Rienks de Boer                     | Geelgorsstraat 5                                                                        |                             | 0090/   | Woonhuis met magazijn                                                  |
| Middenstandswoning                                                     | 1931             | Gros en Heldoorn; Tj. Sietsma (garage)  | H.B.S.-straat 11                                                                        |                             | 0090/   | Upload foto                                                            |
| Dienstwoning directeur Rijks H.B.S.                                    | 1920             |                                         | H.B.S.-straat 6                                                                         |                             | 0090/16 | Dienstwoning directeur Rijks H.B.S.                                    |
| Boerderij, stelptype                                                   | 1929             |                                         | Het Noord 19                                                                            | 53° 7' 17" NB, 6° 5' 36" OL | 0090/17 | Boerderij, stelptype                                                   |
| Boerderij, dwarshuistype                                               | ca. 1875         |                                         | Het Zuid 28                                                                             | 53° 5' 7" NB, 6° 5' 58" OL  | 0090/19 | Boerderij, dwarshuistype                                               |
| Boerderij, stelptype                                                   | ca. 1880         |                                         | Het Zuid 44                                                                             | 53° 4' 31" NB, 6° 5' 51" OL | 0090/20 | Boerderij, stelptype                                                   |
| Woonhuis burgemeester Barend Hopperus Buma                             | 1948/49          | Auke Komter                             | Hof van Edenlaan 5                                                                      |                             | 0090/   | Upload foto                                                            |
| Conciërgewoning Rijkslandbouwwinterschool                              | 1921/22          |                                         | Houtlaan 28                                                                             | 53° 6' 31" NB, 6° 6' 5" OL  | 0090/41 | Conciërgewoning Rijkslandbouwwinterschool                              |
| Woonhuis bij kledingwinkel                                             |                  | Van Manen en Zwart                      | J.G. van Blomstraat 2                                                                   |                             | 0090/   | Woonhuis bij kledingwinkel                                             |
| Winkelflat                                                             | 1958             | De Boer en Groenewoud                   | J.G. van Blomstraat 4/22                                                                |                             | 0090/   | Winkelflat                                                             |
| Oostenrijkse woningen                                                  | 1948             |                                         | J.M. Houwenstraat 33, 35, 38/42                                                         |                             | 0090/   | Oostenrijkse woningen                                                  |
| Gemeentehuis                                                           | 1901             |                                         | Moleneind N.z. 14                                                                       | 53° 6' 25" NB, 6° 5' 50" OL | 0090/21 | Gemeentehuis                                                           |
| Oliemolen 'De Nijverheid'                                              | 1850             |                                         | Moleneind N.z./Oliemolenstraat                                                          |                             | 0090/22 | Oliemolen 'De Nijverheid'                                              |
| Tabaksfabriek                                                          | 1902             |                                         | Moleneind Z.z. 25                                                                       | 53° 6' 23" NB, 6° 5' 48" OL | 0090/24 | Tabaksfabriek                                                          |
| Bankgebouw Kingma's Bank                                               | 1963             | Van Manen en Zwart                      | Moleneind Z.z. 7                                                                        |                             | 0090/   | Bankgebouw Kingma's Bank                                               |
| Boerderij                                                              | ca. 1880         |                                         | Moleneind Z.z. 71                                                                       | 53° 6' 22" NB, 6° 5' 39" OL | 0090/25 | Boerderij                                                              |
| Woning bij bedrijfsgebouw Schuil                                       | 1963             | Van Manen en Zwart                      | Moleneind Z.z. 79                                                                       |                             | 0090/   | Woning bij bedrijfsgebouw Schuil                                       |
| Duimstokkenfabriek Schuil                                              | 1948/49          | J. Bosma                                | Moleneind Z.z. 81                                                                       |                             | 0090/   | Duimstokkenfabriek Schuil                                              |
| Directeurswoning Schuil                                                | 1951             | J. Bosma                                | Moleneind Z.z. 85                                                                       |                             | 0090/   | Directeurswoning Schuil                                                |
| Minderbroeders klooster, tegenwoordig Museum Drachten                  | 1937             |                                         | Museumplein 2                                                                           | 53° 6' 15" NB, 6° 5' 53" OL | 0090/26 | Meer afbeeldingen                                                      |
| Winkelpand met bovenwoning                                             | 1959             | Van Manen en Zwart                      | Noorderbuurt 10 en 12                                                                   |                             | 0090/   | Winkelpand met bovenwoning                                             |
| Woonhuis met kantoorruimte                                             | 1933/'34         |                                         | Noorderbuurt 93                                                                         | 53° 6' 33" NB, 6° 5' 49" OL | 0090/27 | Woonhuis met kantoorruimte                                             |
| Boerderij, kop-romptype                                                | ca. 1898         |                                         | Noorderdwarsvaart 123                                                                   | 53° 6' 49" NB, 6° 6' 26" OL | 0090/29 | Boerderij, kop-romptype                                                |
| Watertoren                                                             | 1959             | Jo Vegter                               | Noorderhogeweg 20A                                                                      |                             | 0090/   | Meer afbeeldingen                                                      |
| Poortje                                                                | 1930             |                                         | Noordkade 47c                                                                           |                             | 0090/30 | Poortje                                                                |
| Woonhuis, type herenhuis                                               | 1869             |                                         | Noordkade 52                                                                            | 53° 6' 26" NB, 6° 6' 14" OL | 0090/31 | Woonhuis, type herenhuis                                               |
| Kantoorpand N.V. Nederlandsche Balata Industrie                        |                  |                                         | Oliemolenstraat 2                                                                       |                             | 0090/   | Kantoorpand N.V. Nederlandsche Balata Industrie                        |
| Woning bij bedrijfspand                                                |                  | A. Ensdorf                              | Omloop 46                                                                               |                             | 0090/   | Woning bij bedrijfspand                                                |
| Voormalige pastoriewoningen                                            | 1924             | G.M. van Manen                          | Oosterstraat 29 en 33                                                                   | 53° 6' 28" NB, 6° 6' 3" OL  | 0090/32 | Voormalige pastoriewoningen                                            |
| Wijkcentrum en consultatiebureau                                       | 1924 en 1934     |                                         | Oosterstraat 35 en 37                                                                   | 53° 6' 28" NB, 6° 6' 5" OL  | 0090/33 | Wijkcentrum en consultatiebureau                                       |
| Goddelijke Verlosserkerk                                               | 1963             | Coen Bekink                             | Pier Panderstraat 1                                                                     |                             | 0090/   | Meer afbeeldingen                                                      |
| Woonhuis                                                               |                  |                                         | Pier Panderstraat 10                                                                    |                             | 0090/   | Woonhuis                                                               |
| Woonhuis met garage                                                    |                  |                                         | Pier Panderstraat 34                                                                    |                             | 0090/   | Woonhuis met garage                                                    |
| Bijzondere ULO-school                                                  | 1921/'22         |                                         | Stationsweg 118                                                                         | 53° 6' 51" NB, 6° 5' 50" OL | 0090/37 | Bijzondere ULO-school                                                  |
| Kerkhof Noorder Drachten, Noorderbegraafplaats                         |                  |                                         | Stationsweg 144b                                                                        | 53° 6' 56" NB, 6° 5' 51" OL | 0090/38 | Meer afbeeldingen                                                      |
| Pastorie                                                               | 1871             |                                         | Stationsweg 19                                                                          | 53° 6' 35" NB, 6° 5' 49" OL | 0090/34 | Pastorie                                                               |
| Woonhuis, type herenhuis, koetshuis                                    |                  |                                         | Stationsweg 49                                                                          | 53° 6' 40" NB, 6° 5' 48" OL | 0090/35 | Woonhuis, type herenhuis, koetshuis                                    |
| Voormalige Rijkskweekschool                                            | 1923             | A.S. Vellinga                           | Torenstraat 14                                                                          |                             | 0090/   | Voormalige Rijkskweekschool                                            |
| Kerk Christian Fellowship Drachten                                     | 1924/1953        |                                         | Torenstraat 18                                                                          | 53° 6' 33" NB, 6° 6' 4" OL  | 0090/42 | Meer afbeeldingen                                                      |
| Woonhuis met artsenpraktijk                                            | 1928             | Cees Rienks de Boer                     | Torenstraat 23                                                                          | 53° 6' 31" NB, 6° 6' 1" OL  | 0090/43 | Woonhuis met artsenpraktijk                                            |
| Papegaaienbuurt-complex, 16 middenstandswoningen                       | 1920/ 21         | Cees Rienks de Boer                     | Torenstraat 3 t/m 21 (oneven) Houtlaan 22 t/m 26 (even) Oosterstraat 23 t/m 27 (oneven) |                             | 0090/39 | Meer afbeeldingen                                                      |
| Gebouw Excelsior                                                       | 1926             | Doeke Meintema                          | Torenstraat 4                                                                           | 53° 6' 27" NB, 6° 6' 4" OL  | 0090/40 | Gebouw Excelsior                                                       |
| Woonhuis, type herenhuis                                               | 1932             |                                         | Torenstraat 43                                                                          | 53° 6' 36" NB, 6° 6' 0" OL  | 0090/45 | Woonhuis, type herenhuis                                               |
| Landhuis                                                               | 1950             | J. Bosma                                | Treslingstraat 10                                                                       |                             | 0090/   | Landhuis                                                               |
| NV Sluis Machinefabriek                                                | 1960             |                                         | Tussendiepen 6                                                                          |                             | 0090/   | Meer afbeeldingen                                                      |
| Woonhuis met grutterij                                                 | ca. 1840         |                                         | Ureterpvallaat 1                                                                        | 53° 6' 24" NB, 6° 7' 42" OL | 0090/46 | Woonhuis met grutterij                                                 |
| Boerderij, kop-romptype                                                | ca. 1875         |                                         | Ureterpvallaat 3                                                                        | 53° 6' 25" NB, 6° 7' 44" OL | 0090/47 | Boerderij, kop-romptype                                                |
| Consistorie- en kosterskamer Doopsgez. kerk                            | ca. 1790 en 1928 |                                         | Zuiderbuurt 28                                                                          | 53° 6' 20" NB, 6° 5' 53" OL | 0090/49 | Meer afbeeldingen                                                      |
| Winkelwoning                                                           |                  | Cees Rienks de Boer; Van Manen en Zwart | Zuiderbuurt 9                                                                           |                             | 0090/   | Winkelwoning                                                           |
| Schipperswoning                                                        | ca. 1800         |                                         | Zuidkade 18                                                                             | 53° 6' 24" NB, 6° 6' 3" OL  | 0090/50 | Schipperswoning                                                        |
| Woonhuis met inpandig koetshuis                                        |                  |                                         | Zuidkade 29                                                                             | 53° 6' 24" NB, 6° 6' 8" OL  | 0090/53 | Woonhuis met inpandig koetshuis                                        |
| Woonhuis, type herenhuis                                               | 1916             |                                         | Zuidkade 30                                                                             | 53° 6' 24" NB, 6° 6' 9" OL  | 0090/54 | Woonhuis, type herenhuis                                               |
| Woonhuis, type herenhuis                                               | 1890             |                                         | Zuidkade 35                                                                             | 53° 6' 24" NB, 6° 6' 11" OL | 0090/55 | Woonhuis, type herenhuis                                               |